# WSF World Cup 1999
Der 2. WSF World Cup fand vom 10. bis 15. August 1999 in ’s-Hertogenbosch in den Niederlanden statt. Insgesamt nahmen 16 Mannschaften an dem Squashturnier teil.
In der zweiten Austragung des Turniers qualifizierten sich die Mannschaften Englands, Schottlands, Ägyptens und Australiens für das Halbfinale. In diesen setzten sich England gegen Australien und Schottland gegen Ägypten mit jeweils 2:1 durch. Im Endspiel bezwang die englische Mannschaft Schottland mit 3:0.
Aus dem deutschsprachigen Raum nahmen Deutschland und Österreich teil. Während Österreich ohne einen einzigen Spielgewinn Letzter der Gruppe A wurde, belegte Deutschland in der Gruppe D nach Niederlagen gegen England und Wales sowie einem 2:1-Erfolg gegen Irland den dritten Rang. Beide Mannschaften platzierten sich im Gesamtklassement auf dem geteilten 9. Rang.

## Modus
Die teilnehmenden Mannschaften traten in vier Gruppen an. Innerhalb der Gruppe wurde im Round Robin-Modus gespielt, die Gruppensieger zogen ins Halbfinale ein. Dieses wurde im K.-o.-System ausgetragen. Nur die ersten acht Plätze wurden ausgespielt, die übrigen Mannschaften wurden auf einem geteilten 9. Platz aufgeführt.
Alle Mannschaften bestanden aus mindestens drei und höchstens fünf Spielern, die in der Reihenfolge ihrer Spielstärke gemeldet werden mussten. Pro Begegnung wurden drei Einzelpartien bestritten, dabei zwei Herren- und eine Damenpartie. Eine Mannschaft hatte gewonnen, wenn ihre Spieler zwei der Einzelpartien gewinnen konnten. Die Spielreihenfolge der einzelnen Partien war unabhängig von der Meldereihenfolge der Spieler.

## Ergebnisse

### Vorrunde

#### Gruppe A
| Rang | Land       | Sp. | S | N | Sp.-Diff. | Punkte |
| ---- | ---------- | --- | - | - | --------- | ------ |
| 1    | Australien | 3   | 3 | 0 | 8:1       | 6      |
| 2    | Frankreich | 3   | 2 | 1 | 6:3       | 4      |
| 3    | Neuseeland | 3   | 1 | 2 | 4:5       | 2      |
| 4    | Österreich | 3   | 0 | 3 | 0:9       | 0      |

| Australien | – | Frankreich | 2:1 |
| Australien | – | Neuseeland | 3:0 |
| Australien | – | Österreich | 3:0 |
| Frankreich | – | Neuseeland | 2:1 |
| Frankreich | – | Österreich | 3:0 |
| Neuseeland | – | Österreich | 3:0 |

#### Gruppe B
| Rang | Land       | Sp. | S | N | Sp.-Diff. | Punkte |
| ---- | ---------- | --- | - | - | --------- | ------ |
| 1    | Schottland | 3   | 3 | 0 | 7:2       | 6      |
| 2    | Pakistan   | 3   | 2 | 1 | 4:5       | 4      |
| 3    | Belgien    | 3   | 1 | 2 | 3:6       | 2      |
| 4    | Dänemark   | 3   | 0 | 3 | 3:6       | 0      |

| Schottland | – | Pakistan | 2:1 |
| Schottland | – | Belgien  | 3:0 |
| Schottland | – | Dänemark | 2:1 |
| Pakistan   | – | Belgien  | 2:1 |
| Pakistan   | – | Dänemark | 2:1 |
| Belgien    | – | Dänemark | 2:1 |

#### Gruppe C
| Rang | Land        | Sp. | S | N | Sp.-Diff. | Punkte |
| ---- | ----------- | --- | - | - | --------- | ------ |
| 1    | Ägypten     | 3   | 3 | 0 | 6:3       | 6      |
| 2    | Südafrika   | 3   | 2 | 1 | 5:4       | 4      |
| 3    | Kanada      | 3   | 1 | 2 | 4:5       | 2      |
| 4    | Niederlande | 3   | 0 | 3 | 3:6       | 0      |

| Ägypten   | – | Südafrika   | 2:1 |
| Ägypten   | – | Kanada      | 2:1 |
| Ägypten   | – | Niederlande | 2:1 |
| Südafrika | – | Kanada      | 2:1 |
| Südafrika | – | Niederlande | 2:1 |
| Kanada    | – | Niederlande | 2:1 |

#### Gruppe D
| Rang | Land        | Sp. | S | N | Sp.-Diff. | Punkte |
| ---- | ----------- | --- | - | - | --------- | ------ |
| 1    | England     | 3   | 3 | 0 | 9:0       | 6      |
| 2    | Wales       | 3   | 2 | 1 | 6:3       | 4      |
| 3    | Deutschland | 3   | 1 | 2 | 2:7       | 2      |
| 4    | Irland      | 3   | 0 | 3 | 1:8       | 0      |

| England     | – | Wales       | 3:0 |
| England     | – | Deutschland | 3:0 |
| England     | – | Irland      | 3:0 |
| Wales       | – | Deutschland | 3:0 |
| Wales       | – | Irland      | 3:0 |
| Deutschland | – | Irland      | 2:1 |

### Halbfinale
| England    | – | Australien | 2:1 |
| Schottland | – | Ägypten    | 2:1 |

### Finale
| England                                      | Finale | Schottland                                |
| -------------------------------------------- | --- | ----------------------------------------- |
| Team Simon Parke Mark Chaloner Linda Elriani | Datum: 15. August 1999 Ort: ’s-Hertogenbosch \| Simon Parke \| 9:2, 5:9, 9:0, 9:0 \| Martin Heath \| \| Linda Elriani \| 8:10, 9:2, 9:3, 9:5 \| Pamela Nimmo \| \| Mark Chaloner \| 1:9, 9:6, 9:3 \| John White \| Resultat: 3:0 | Team Martin Heath John White Pamela Nimmo |
| Simon Parke                                  | 9:2, 5:9, 9:0, 9:0 | Martin Heath                              |
| Linda Elriani                                | 8:10, 9:2, 9:3, 9:5 | Pamela Nimmo                              |
| Mark Chaloner                                | 1:9, 9:6, 9:3 | John White                                |

## Abschlussplatzierungen
| Rang | Mannschaft |
| 01.  | England    |
| 02.  | Schottland |
| 03.  | Australien |
| 04.  | Ägypten    |
| 05.  | Südafrika  |
| 06.  | Wales      |
| 07.  | Frankreich |
| 08.  | Pakistan   |

| Rang | Mannschaft  |
| 09.  | Belgien     |
| 09.  | Dänemark    |
| 09.  | Deutschland |
| 09.  | Irland      |
| 09.  | Kanada      |
| 09.  | Neuseeland  |
| 09.  | Niederlande |
| 09.  | Österreich  |